# ササキリ
ササキリ（笹螽蟖・笹切、学名: Conocephalus melaenus）は、バッタ目キリギリス科ササキリ亜科の昆虫。日本のササキリ亜科の中では最もずんぐりとした体型。個体数は割合多く、普通種の部類に入る。
和名は「ササに棲むキリギリス」の意味。

## 形態
成虫の体色は緑色だが複眼の左右から前羽にかけて黒色（上半部のみ）。体色は飴色がかった黄褐色のものもいる。後肢の先端と膝にあたる部分は黒色。翅の下側に白線がある。産卵管は短い剣状。体長15mm前後。コンビニなどの灯りにしばしば長翅型が来る。
幼虫はササキリ属中最も派手な体色をしていて、頭部はオレンジ色、胸部及び腹部が赤色から黒褐色を帯びる。脚は黒く、一部に白色部が見られる。この色彩は若齢ほど鮮やかで、亜終齢から終齢になるとややくすみ、成虫になると失われてしまう。

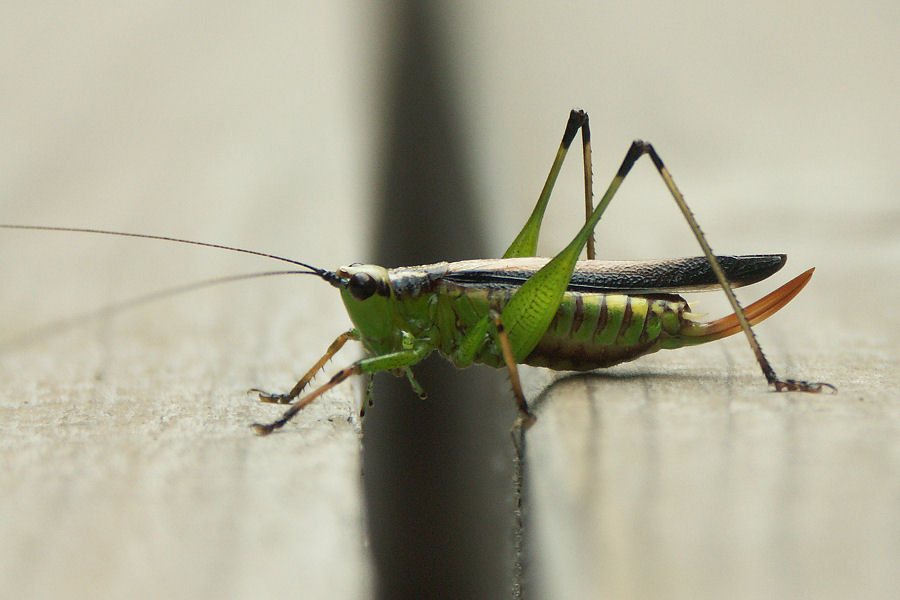
成虫（メス）
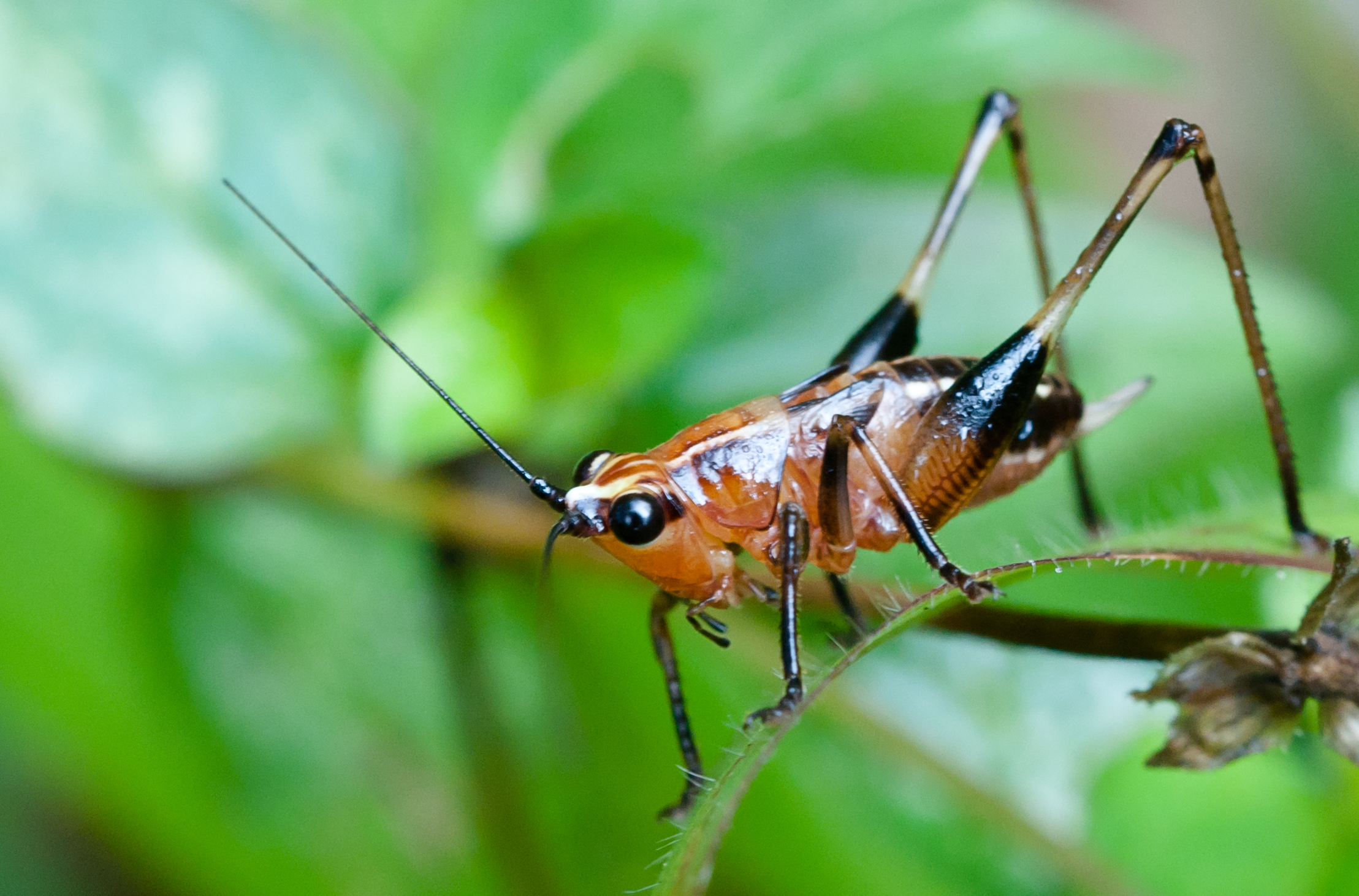
幼虫

## 生態
林縁の主にササ等のイネ科植物の生えたところ、または竹林にいる。昼夜問わず「シリシリシリシリシリ……」と目立たない鳴き声で鳴く。主にイネ科植物を食草としているが、飼育下では野菜や果物などもよく食べる。また、動物質もよく食べる。
交尾の際、オスはメスに精包を渡す。メスは尾端にしばらく精包をつけたままだが、間もなくそれを食べて自らの栄養にする。6月頃孵化し、8月頃羽化、成虫になる。キリギリス科の晩夏発生型の他種同様、飼育下では年を越すこともある。

## 分布
中国、台湾、東南アジア、日本（本州（主に宮城県以南）、四国、九州、屋久島、種子島、沖縄本島、西表島）。

## ササキリ属
ササキリ属（ササキリぞく、学名: Conocephalus）は、キリギリス科ササキリ亜科の属の一つ。
- フタツトゲササキリ（オランダ語版） Conocephalus bambusanus
- ウスイロササキリ Conocephalus chinensis
- Conocephalus discolor
- キタササキリ（フランス語版） Conocephalus fuscus
- オナガササキリ Conocephalus gladiatus
- イズササキリ（オランダ語版） Conocephalus halophilus
- コバネササキリ Conocephalus japonicus
- ホシササキリ Conocephalus maculatus
- ササキリ Conocephalus melaenus
- Conocephalus obtectus